# Marathos
Marathos of Marathi (Grieks: Μάραθος of Μαράθ) is een klein Grieks eiland in de Egeïsche Zee, ten oosten van het eiland Patmos, ten zuidwesten van het eiland Arkoi en ten noordwesten van het eiland Lipsi. Het eiland is onderdeel van de eilandengroep Dodekanesos en behoort tot de gemeente Patmos. Het eiland is slechts 36 hectare groot, maar er zijn enkele bars en vakantiehuisjes te vinden.

## Demografie
- 1991 - 2
- 2011 - 5[4]